# 香我美町岸本
香我美町岸本（かがみちょうきしもと）は、高知県香南市の南部に位置し、太平洋に面する大字。
本項では同地域にかつて所在した香美郡岸本村（きしもとむら）、岸本町（きしもとちょう）についても述べる。

## 地勢
香南市南部に位置する。東は同市夜須町坪井、西は同市赤岡町と接し、この二地区とはほぼ一体となって市街地を形成している。また、北は同市香我美町徳王子に接するが田園地帯が広がり、市街地は隔絶されている。南は太平洋に面しているが、港は無く、遊泳禁止である。
地区東部には香宗川が流れ、西には標高100m弱の月見山がある。

## 沿革（明治以降）
- 1870年（明治3年）5月 - 近隣の赤岡村（のち赤岡町）、古川村（のち吉川村の一部）を合わせ赤岡郷と呼ぶ。
- 1871年（明治4年）9月 - 香我美郡を香美郡と改め、赤岡浦、岸本浦、赤岡村を合わせ第三区とする。
- 1875年（明治8年）
  - 4月 - 赤岡村、赤岡浦、岸本浦を合わせて、香美郡第三大区第二小区とし、浦制を廃止し岸本浦を岸本村とする。
  - 9月 - 岸本小学校開校。
  - 岸本村・赤岡村初代戸長に中平忠雄が公選される。
- 1876年（明治9年）7月22日 - 赤岡郵便局が岸本に移転。岸本郵便局に改称。
- 1878年（明治11年）12月 - 区制廃止、赤岡村と分離。
- 1879年（明治12年）1月2日 - 岸本郵便局が赤岡に移転。赤岡郵便局に改称。
- 1889年（明治22年）4月1日 - 町村制の施行により、岸本村が単独で自治体を形成。
- 1901年（明治34年）6月1日 - 岸本村が町制施行して岸本町となる。
- 1924年（大正13年）12月 - 高知鉄道後免・手結間が開通し、岸本駅、月見山駅が開業。
- 1955年（昭和30年）4月1日 - 岸本町が徳王子村・山南村・山北村・東川村（一部）・西川村（一部）と合併して香我美町が発足。大字岸本となる。
- 1963年（昭和38年）4月 - 陸上自衛隊高知分屯地開設（後に高知駐屯地）。
- 1970年（昭和45年）5月 - 町立岸本保育所が開設。
- 1971年（昭和46年）3月 - 月見山県立花木公園が開設。
- 1974年（昭和49年）4月1日 - 土佐電気鉄道安芸線廃止。
- 1980年（昭和55年）10月 - 県立月見山こどもの森がオープン。
- 1992年（平成4年） - 岸本地区の墓地改装、移転が着工。
- 2002年（平成14年） - 公共下水道供用開始。
  - 7月1日 - 土佐くろしお鉄道阿佐線（ごめん・なはり線）開業、香我美駅開設。
  - 岸本簡易郵便局廃止、岸本保育所閉所。
- 2006年（平成18年）3月1日 - 香我美町が野市町・赤岡町・夜須町・吉川村と合併して香南市発足。香我美町岸本となる。
- 2012年（平成24年） -陸上自衛隊高知駐屯地第2営舎地区閉鎖。
- 2019年（平成31年） -岸本小学校廃校。

## 交通

### 鉄道
- 土佐くろしお鉄道
  - 阿佐線（ごめん・なはり線、2002年開業）
    - 香我美駅
- 土佐電気鉄道
  - 安芸線（1974年廃止）
    - 岸本駅 - 月見山駅

### 道路
- 国道55号

## 主な出身者
- 野村長平 - 江戸時代の漁民。漂流し13年後に生還。
- 初代海山太郎 - 大相撲力士、友綱部屋創設者。
- 宇田友四郎 - 土佐中学校創設者、衆議院議員、貴族院議員。
- 畠中義雄 - 土佐電気鉄道相談役。
- 岡本弥太 - 詩人。
- 宇田耕一 - 衆議院議員、科学技術庁長官、経済企画庁長官。
- 中沢源一郎 - ブラジル日本移民援護会会長。
- 29代木村庄之助 - 大相撲立行司

## 公共施設の管轄
- 警察署 - 南国警察署香南警察庁舎
- 郵便局 - 赤岡郵便局

## 教育
- 小学校 - 2019年3月の香南市立岸本小学校廃校後は地域外の香南市立香我美小学校へ通学。
- 中学校 - 地域内には無く、香南市立香我美中学校へ進学。

## 名勝旧跡
- 宇多の松原 - 昭和中期に消滅。
- 土御門上皇皇仙碑
- 平家七人塚
- 姫倉城跡
- 飛鳥神社
- 岑本神社
- 安政地震の碑
- 第32代横綱玉錦の墓
- 無人島長平の墓石[1]

## 伝統産業
- 土佐凧
- 土佐つむぎ
- 観光地曳網
- 絵金

## 主要施設
- 香南市立岸本小学校